# Кудрявцева, Татьяна Алексеевна
Татьяна Алексеевна Кудрявцева (5 марта 1920, Петроград, РСФСР — 29 сентября 2013, Москва, Россия) — советский и российский переводчик художественной литературы с английского и французского языков, литературный редактор. Известна своими переводами классики английской и американской литературы — «Остров фарисеев» Джона Голсуорси, «Унесённые ветром» Маргарет Митчелл, «Выбор Софи» Уильяма Стайрона, серии романов про «Кролика» Джона Апдайка.

## Биография
Татьяна Алексеевна Кудрявцева родилась в семье бывшего коммерсанта Алексея Дементьевича Кудрявцева, в принадлежавшем ему до революции доходном доме № 9 на Шпалерной улице; мать — Зинаида Анфимовна Кудрявцева, в девичестве Короткова. Раннее детство будущей переводчицы пришлось на годы НЭПа, и материальное положение дало возможность родителям нанять дочери гувернантку, разговаривавшую с маленькой Татьяной по-французски, что позволило ей овладеть азами французского языка наряду с русским. Но уже в 1926 году обеспеченное детство закончилось: по свидетельству Татьяны Алексеевны, все мужчины её семьи были арестованы и бесследно пропали в тюремной системе ОГПУ.

### Образование
Несмотря на незавидное социальное происхождение, в 1935 году Кудрявцева поступила на филологический факультет Ленинградского университета и начала учить японский язык. В 1939 году переехала в Москву, где продолжила обучение на отделении английского языка Курсов переводчиков при ЦК ВКП(б), не оставляя занятий японским. В 1941 году Татьяну Алексеевну перевели в Военный институт иностранных языков Красной Армии (ВИИЯ КА), на восточный факультет; в марте 1943 года, окончив ВИИЯ КА в звании старшего лейтенанта, Кудрявцева была направлена в Народный комиссариат иностранных дел СССР.

### Работа в Наркомате иностранных дел
Кудрявцева работала в Генеральном секретариате А. Я. Вышинского — первого заместителя Наркома иностранных дел (с 1946 года — МИД СССР). Переводчик Т. А. Кудрявцева участвовала в подготовке проекта мирного договора с Японией, приеме многочисленных иностранных делегаций, переводила на совещаниях министров иностранных дел Великобритании, Франции, США и СССР, на закрытых переговорах с французской и английской военными делегациями. В этот период Т. А. Кудрявцева непосредственно работала с В. М. Молотовым, С. А. Лозовским, А. Я. Вышинским, а также участвовала в подготовке визита в Москву премьер-министра Великобритании Уинстона Черчилля в 1943 году.
В 1947 году, после ареста мужа, китаиста Г. Г. Семёнова, обвинённого в связи с чайканшистами, Т. А. Кудрявцева была уволена из МИДа и чудом избежала репрессий, благодаря заступничеству друзей в МИДе и лично В. М. Молотова, который высоко ценил её, как профессионала. Через некоторое время Кудрявцева смогла устроиться в ТАСС, но спустя три месяца её тоже уволили из-за отсутствия допуска к секретным документам.

### Работа художественным переводчиком и редактором
С конца 1940-х годов Т. А. Кудрявцева стала активно заниматься художественным переводом и в начале 1950-х получила сначала должность редактора в отдел иностранной классики, а затем и в отделе современной иностранной литературы «Гослитиздата». Кудрявцева-редактор участвовала в подготовке изданий классиков и современных авторов западноевропейской и американской литературы, в том числе Теодора Драйзера, Стендаля, Луи Арагона. При подготовке издания «Короля Лира» Уильяма Шекспира Татьяна Алексеевна познакомилась с Борисом Пастернаком, чей вариант перевода вызвал много критики у начинающего редактора за вольное обращение с оригинальным текстом. Впоследствии этот эпизод сблизил Кудрявцеву и Пастернака, и Татьяна Алексеевна редактировала все его переводы Шекспира, в том числе и «Гамлета».
В 1960 году Т. А. Кудрявцева покинула «Гослитиздат», и в том же году её приняли в Союз писателей СССР. С 1962 года Кудрявцева работала ответственным секретарем, а позже завотделом прозы и поэзии Европы и Америки в журнале «Иностранная литература». С 1960 по 1972 годы она неоднократно участвовала в работе Генеральных Ассамблей и в Бюро переводов ЮНЕСКО, в 1974 году возглавляла делегацию советских переводчиков американской литературы во время визита в США. Благодаря работе в «Иностранной литературе» и зарубежным командировкам Татьяна Кудрявцева смогла лично познакомиться со многими классиками мировой литературы XX века, среди них: Джон Стейнбек, Джон Апдайк, Норман Мейлер, Артур Миллер, Гор Видал, Том Вулф, Артур Хейли, Уильям Стайрон, Грэм Грин.
В 1983 году ушла из редакции «Иностранной Литературы», полностью сосредоточившись на переводческой и общественной работе. В 1986 году участвовала в создании советско-американского сборника «Опыт человеческий» из 40 произведений американских и советских современных авторов.
В 2008 году выпустила книгу воспоминаний «Превратности одной судьбы. Записки литератора и переводчика».

## Награды
В 2002 году присуждена премия Ассоциации американских издателей «за перевод художественной литературы, способствующей взаимопониманию между странами», а также премия Американо-российского фонда культурного сотрудничества «за достижения в области перевода, способствующие сближению двух великих культур».

## Семья
- Первый муж — китаист Георгий Георгиевич Семёнов. В этом браке в 1943 году родилась дочь Нина.
- Второй муж, с 1950 года, — журналист и киносценарист Николай Иванович Таубе, вместе они прожили 32 года. Дочь Татьяны Алексеевны, получив отчество нового отца, сохранила фамилию матери: Нина Николаевна Кудрявцева. С начала 1960-х семья проживала в ЖСК «Советский писатель» (Красноармейская улица, д. 23)[6][7].

## Избранные переводы
- Чарльз Диккенс «Американские заметки», очерки (1949)
- Джек Лондон «Сердца трёх», роман (1956)
- Теодор Драйзер «Стоик», роман (1957, совестно с М. П. Богословской)
- Джон Голсуорси «Остров фарисеев», роман (1958)
- Марк Твен «Американский претендент», роман (1960)
- Герберт Уэллс «Колеса фортуны», роман (1964)
- Стэн Барстоу «Любовь… Любовь?», роман (1965, совместно с Т. А. Озерской)
- Артур Хейли «Аэропорт» (1971, совместно с Т. А. Озерской)
- Джон Уэйн «Зима в горах», роман (1972, совместно с Т. А. Озерской)
- Ричард Хьюз «Деревянная пастушка», роман (1977)
- Джон Апдайк «Давай поженимся», роман (1979)
- Уильям Стайрон «Выбор Софи» (1981)
- Маргарет Митчелл «Унесённые ветром», роман (1982, совместно с Т. А. Озерской)
- Джон Апдайк «Кролик разбогател», роман (1986)
- Грэм Грин «Монсеньор Кихот», роман (1989)
- Ричард Олдингтон «Семеро против Ривза», роман (1989)
- Грэм Грин «Капитан и враг», роман (1991)
- Джек Лондон «Приключение», роман (1993)
- Айрис Мёрдок «Дитя слова», роман (1995)
- Джон Апдайк «Кролик вернулся», роман (2001)
- Норман Мейлер «Призрак проститутки», роман (2004)
- Кен Фоллет «Белая мгла», роман (2006)
- Грэм Грин «Человеческий фактор», роман (2009)